# Trosečníci (Červený trpaslík)
Trosečníci (v anglickém originále Marooned) je druhá epizoda třetí série (a celkově čtrnáctá) britského sci-fi sitcomu Červený trpaslík. Poprvé byla odvysílána 21. listopadu 1989 na kanálu BBC2.

## Námět
Lister a Rimmer ztroskotají v Kosmiku na ledové planetě. Zásoby jídla a paliva pro oheň se tenčí, a záchrana je v nedohlednu...

## Děj
Holly vyhlásí na Červeném trpaslíku poplach: loď je obklíčena pěti černými děrami, a protože není jisté, že jimi zvládne prokličkovat, pošle celou posádku pryč. Kocour s Krytonem si vezmou Modrého skrčka, Lister a Rimmer Kosmika, ale trochu se opozdí kvůli Rimmerově truhle, ve které má všechny své cennosti. Mezi nimi i knihy o významných vojevůdcích, protože Rimmer žil v jednom z minulých životů jako eunuch Alexandra Velikého. Záhy ovšem do Kosmika narazí velký meteorit a loď havaruje v ledové pustině, kde nic neroste ani nežije. Spojení vysílačkou nefunguje, a tak se Lister (protože Rimmer je hologram) musí smířit s faktem, že zde stráví několik dní, a možná i zemře. Ze zásob zůstali jen lupínky, sklenička hořčice, tři suchary, shnilý citrón, dvě lahvičky octa, mastička na dásně, psí jídlo a instantní nudle, navíc teplota klesá pod bod mrazu a Lister tak musí udržovat oheň. Zábavy si taky moc neužijí, takže si začnou s Rimmerem vyprávět, jak přišli o panictví.
Po několika dnech je situace kritická: Lister je nucen sníst psí konzervu (zbývají mu ještě instantní nudle, které nesnáší) a také dochází knihy na podpal, které měl Rimmer v truhle. Listera napadne přiložit Rimmerovou truhlou, ale Rimmer to odmítá, protože ji dostal od otce a má k ní silný vztah. Stejně tak nechce spálit ani své vojáčky, takže Lister použije jako palivo veškeré jeho peníze. Nakonec chce spálit i vojáčky, ale tehdy Rimmer navrhne, aby spálil svou kytaru, kterou si jak jedinou vzal. Lister k ní má silný citový vztah a tak odmítne, ale po chvíli souhlasí. Požádá Rimmera, aby si na ni mohl naposledy zahrát, a tak Rimmer odejde z Kosmika. Toho Lister využije, obkreslí kytaru na zadní stranu truhly, obrys vyřízne a hodí ho do plamenů. Rimmer je dojat Listerovou obětí a nařídí mu, aby spálil jeho vojáčky jako důkaz přátelství. Lister se už už chce přiznat, jenže v tu chvíli se objevují Kryton s Kocourem a zásobami jídla. Jak se ukáže, Červený trpaslík nebyl v ohrožení, Holly si pouze spletla pět oblaků hvězdného prachu na skeneru s černými děrami.
Lister si před konsternovaným Rimmerem odnáší svou neporušenou kytaru a ten tak zjišťuje, že nemá nic: obsah truhly je spálený a truhla sama zničená. Požádá Krytona, aby vzal pilku na železo, „protože uděláme Listerovi to, co kdysi udělal Alexandr Veliký mě.“

## Zajímavosti
- Pracovní název epizody zněl "Lidé dbalí cti". To proto, že Rimmer tak Listera během epizody dvakrát nazval.[3]
- Byla natočena úvodní scéna, v níž posádka hraje svlékací poker, jenž donutil Krytona sejmout jeho opancéřování, čímž odhaluje, že zbytek jeho těla je stejně gumový, jako jeho hlava. Ani dál se mu ve hře nedaří a postupně odevzdává jednotlivé části svého těla - ruku, hlavu... Scéna však nakonec nedopadla příliš přesvědčivě, a tak byla v post-produkci nahrazena záběry Červeného trpaslíka, kterým se linou poplašné sirény a Hollyiny výzvy k evakuaci.[3]
- Psí konzerva konzumovaná Listerem byla skutečná. "Přesvědčil jsem sám sebe, že jednou sousto snesu," prohásil Craig Charles. Bylo to dokonce na jeho popud, aby byla použita opravdová psí strava. "Myslím, že když už si jednou řeknete, že něco uděláte, máte to udělat. Kousek sebe musím vždycky nechat odejít, když hraju Listera. Musím Listera nechat vstoupit do mě. Protože jak stárnu, čím dál tím méně se mu podobám." Sousto nepolkl. Když se kamery zastavily, vyplivl ho do kapesníku.[3]

## Kulturní reference
V epizodě zazní jména osob:
- Alexander Veliký, Napoleon Bonaparte, Gaius Iulius Caesar, George S. Patton, William Shakespeare

a názvy děl:
- Lolita, Hamlet, Snídaně šampiónů, Balada o smutné kavárně, Hledání ztraceného času, Richard III., Správce